# Katia Mann
Pour les articles homonymes, voir Mann et Pringsheim.

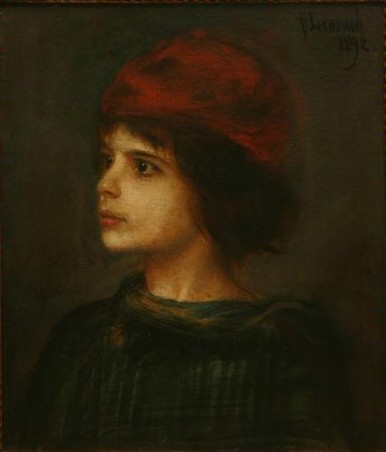
Portrait de Katia Pringsheim (1892), par Franz von Lenbach

Katharina Hedwig Mann, née Pringsheim, appelée Katia (24 juillet 1883, Feldafing, près de Munich - 25 avril 1980, Kilchberg, près de Zurich) est l'épouse de l'écrivain allemand Thomas Mann.

## Famille

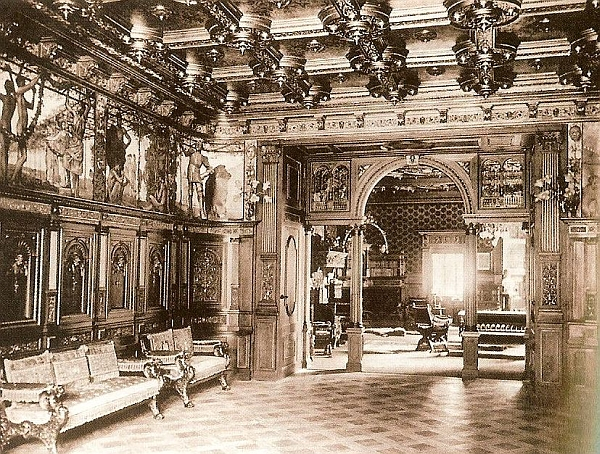
Le palais Pringsheim, au 12, rue Arcis, à Munich

Katharina Pringsheim est le plus jeune enfant et la seule fille (à côté de quatre fils) du mathématicien et mécène juif, converti au protestantisme, Alfred Pringsheim (1850-1941) et de son épouse Hedwig (1855-1942), comédienne sur la scène du théâtre de Meiningen avant son mariage, et elle-même fille de la féministe Hedwig Dohm.
Le frère jumeau de Katharina, Klaus Pringsheim (1883-1972), est un compositeur et chef d'orchestre, qui a travaillé surtout en Allemagne et au Japon.

## Vie

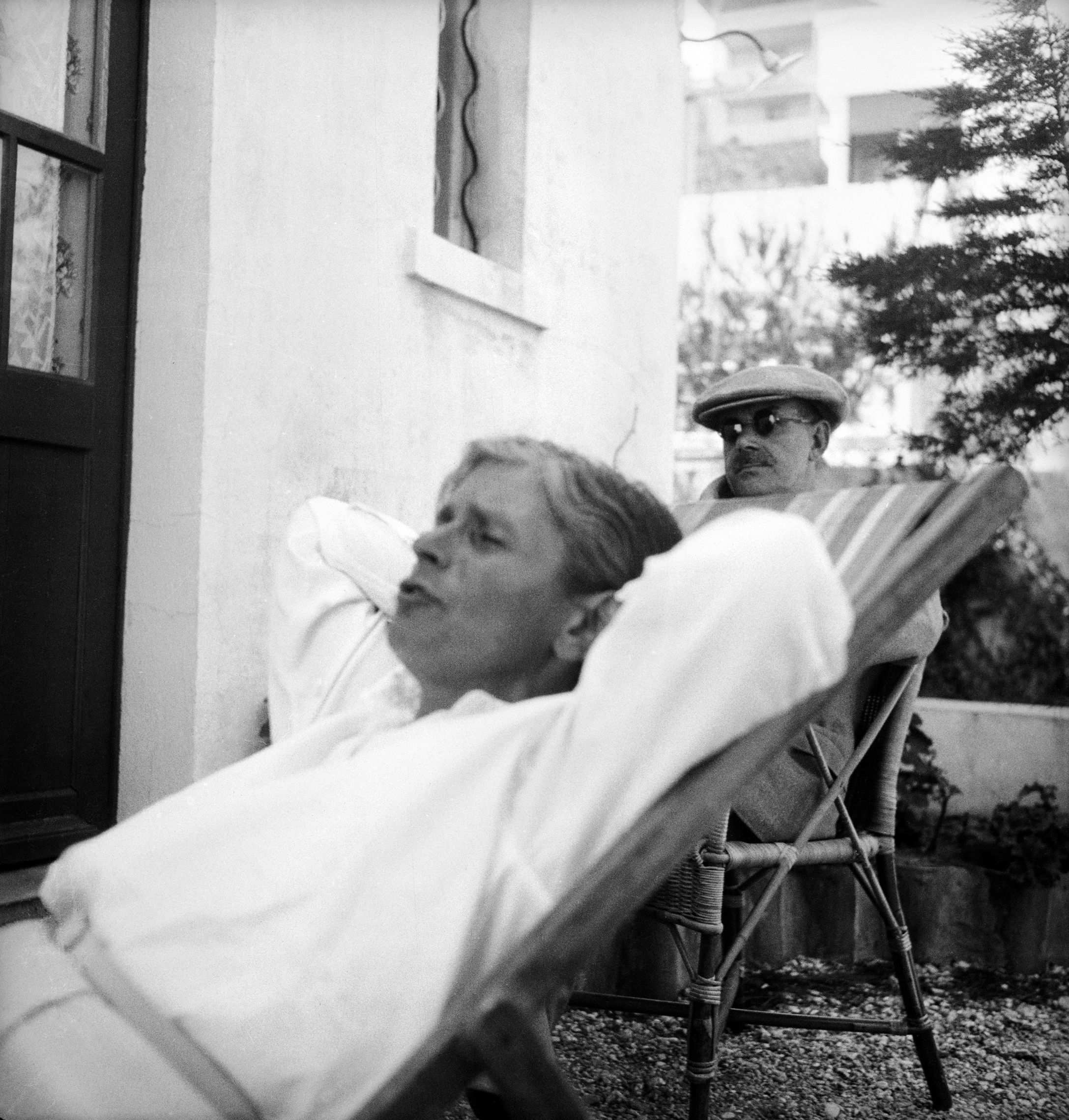
Katia et Thomas Mann au Lavandou en 1933, photographie d'Annemarie Schwarzenbach

En 1904, elle interrompt ses études de physique et de mathématiques sous la pression de sa mère et de sa tante pour épouser l'écrivain Thomas Mann. Elle continue ses études par correspondance pendant quatre semestres. Katia Pringsheim et Thomas Mann se marient le 11 février 1905 à Munich et ont six enfants : Erika, Klaus, Golo (en réalité Angelus Gottfried  Thomas), Monika, Elisabeth et Michael.
Après la naissance de Monika vers 1910, Katia Mann tombe malade - de la tuberculose selon le diagnostic de l'époque, mais qu'une étude ultérieure des radiographies de l'époque permet d'infirmer, plutôt d'une maladie psychosomatique, dirions-nous aujourd'hui. Elle passe plusieurs mois en sanatorium ; l'atmosphère de cet établissement inspire à Thomas Mann son roman La Montagne magique. Quand la famille Mann part en exil en 1933, Katia Mann ne représente pas seulement « la bonne âme » de la famille, mais fait le lien entre Thomas Mann et ses enfants, qui mènent leur action chacun de son côté. Dans sa famille, Katia est affectueusement appelée « Mielein ». Elle apporte son encouragement à ses enfants et au « Magicien », son mari, et s'occupe de la situation matérielle de la famille. Elle survit à trois de ses enfants (Klaus, Erika, Michael) et à son mari.
Thomas Mann lui a consacré un « Portrait » à travers le personnage Imma Spoelmann, dans son roman Altesse royale.

## Publications
- Katia Mann, Meine Ungeschriebenen Memoiren (1974), trad. fr. Thomas Mann : Souvenirs à bâtons rompus, Albin Michel, 1975